# Calpurnia Pisonis
Calpurnia  fue una noble romana del siglo I a. C., hija de Lucio Calpurnio Pisón Cesonino, y la tercera y última esposa de Julio César, aunque es posible que en realidad este matrimonio fuera el cuarto porque el número de las esposas de Julio César difiere dependiendo de las fuentes.

## Vida
Calpurnia y César se casaron en el año 59 a. C. Ningún hijo resultó de la unión. Según las fuentes, Calpurnia tuvo una premonición del asesinato de su marido y trató de advertirle en vano. En la obra de teatro Julio César, escrita por William Shakespeare, Calpurnia tuvo un sueño en el que una estatua de César estaba sangrando mientras muchos romanos se lavaban las manos en la sangre. Ella incluso animó a Décimo Junio Bruto Albino a decir en el senado que César estaba enfermo el día de su muerte, pero César rehusó mentir. Después de la muerte de César en los idus de marzo, el 15 de marzo del año 44 a. C., Calpurnia entregó todos los escritos personales, incluyendo el testamento y las posesiones más deseadas de César, a Marco Antonio, uno de los nuevos líderes de Roma. Nunca volvió a casarse tras la muerte de César. 

## Cine y televisión
Gwen Watford la interpretó en la celebre y costosa película Cleopatra del año 1963, perteneciente a 20th Century Studios. También una versión de Calpurnia fue interpretada por Haydn Gwynne en la serie de la HBO, Roma. Así como Valeria Golino la interpretó en la miniserie Julio César emitida en el año 2002.